# Esparragosa de Lares
Esparragosa de Lares é um município da Espanha na comarca de La Siberia, província de Badajoz, comunidade autónoma da Estremadura, de área 207 km². Em 2021 tinha 895 habitantes (densidade: 4,3 hab./km²).

## Demografia
| Variação demográfica do município entre 1991 e 2004 [carece de fontes?] | Variação demográfica do município entre 1991 e 2004 [carece de fontes?] | Variação demográfica do município entre 1991 e 2004 [carece de fontes?] | Variação demográfica do município entre 1991 e 2004 [carece de fontes?] |
| ----------------------------------------------------------------------- | ----------------------------------------------------------------------- | ----------------------------------------------------------------------- | ----------------------------------------------------------------------- |
| 1991                                                                    | 1996                                                                    | 2001                                                                    | 2004                                                                    |
| 1306                                                                    | 1247                                                                    | 1132                                                                    | 1068                                                                    |